# Liste der Nummer-eins-Hits in Finnland (1967)
Dies ist eine Liste der Nummer-eins-Hits in Finnland im Jahr 1967. Sie basiert auf den offiziellen Single Top und den Album Top, die im Auftrag von Musiikkituottajat, der finnischen Landesgruppe der IFPI, erstellt werden.

## Singles
| | Liste der Nummer-eins-Hits in Finnland | Liste der Nummer-eins-Hits in Finnland | Liste der Nummer-eins-Hits in Finnland                                   | 1968 →                    |
| \| Zeitraum \| Wo. ges. \| Interpret \| Titel Autor(en) \| Zusätzliche Informationen \| \| (Zeitraum, Wochen auf Platz eins, Interpret, Titel, Autor[en], zusätzliche Informationen) \| \| \| \| \| \| ----------------------------------------------------------------------------------------- \| -------- \| -------------- \| ------------------------------------------------------------------------ \| ------------------------- \| \| Oktober 1966 – Januar 1967 4 Monate \| 4 \| Sonny and Cher \| Little Man Sonny Bono \| – \| \| Februar 1967 1 Monat \| 1 \| The Monkees \| I’m a Believer Neil Diamond \| – \| \| März 1967 – Juni 1967 4 Monate \| 4 \| Martti Innanen \| Elsa, kohtalon lapsi \| – \| \| Juli 1967 1 Monat \| 1 \| Aikamiehet \| Iltatuulen viesti \| – \| \| August 1967 1 Monat \| 1 \| Seppo Hanski \| Erehdyin kerran \| – \| \| September 1967 1 Monat \| 1 \| Scott McKenzie \| San Francisco (Be Sure to Wear Flowers in Your Hair) John E. A. Phillips \| – \| \| Oktober 1967 – Januar 1968 4 Monate \| 4 \| Irwin Goodman \| Ryysyranta \| – \| |                                        |                                        |                                                                          |                           |
| |                                        |                                        |                                                                          | → 1968 →                  |
| Zeitraum | Wo. ges.                               | Interpret                              | Titel Autor(en)                                                          | Zusätzliche Informationen |
| (Zeitraum, Wochen auf Platz eins, Interpret, Titel, Autor[en], zusätzliche Informationen) |                                        |                                        |                                                                          |                           |
| Oktober 1966 – Januar 1967 4 Monate | 4                                      | Sonny and Cher                         | Little Man Sonny Bono                                                    | –                         |
| Februar 1967 1 Monat | 1                                      | The Monkees                            | I’m a Believer Neil Diamond                                              | –                         |
| März 1967 – Juni 1967 4 Monate | 4                                      | Martti Innanen                         | Elsa, kohtalon lapsi                                                     | –                         |
| Juli 1967 1 Monat | 1                                      | Aikamiehet                             | Iltatuulen viesti                                                        | –                         |
| August 1967 1 Monat | 1                                      | Seppo Hanski                           | Erehdyin kerran                                                          | –                         |
| September 1967 1 Monat | 1                                      | Scott McKenzie                         | San Francisco (Be Sure to Wear Flowers in Your Hair) John E. A. Phillips | –                         |
| Oktober 1967 – Januar 1968 4 Monate | 4                                      | Irwin Goodman                          | Ryysyranta                                                               | –                         |

## Alben
| | Liste der Nummer-eins-Hits in Finnland | Liste der Nummer-eins-Hits in Finnland | Liste der Nummer-eins-Hits in Finnland | 1968 →                    |
| \| Zeitraum \| Wo. ges. \| Interpret \| Titel \| Zusätzliche Informationen \| \| (Zeitraum, Wochen auf Platz eins, Interpret, Titel, zusätzliche Informationen) \| \| \| \| \| \| ------------------------------------------------------------------------------ \| -------- \| --------------- \| ------------------------------------- \| ------------------------- \| \| Januar 1967 – März 1967 3 Monate \| 3 \| The Monkees \| The Monkees \| – \| \| April 1967 – Mai 1967 2 Monate \| 2 \| The Monkees \| More of the Monkees \| – \| \| Juni 1967 – September 1967 4 Monate \| 4 \| The Beatles \| Sgt. Pepper’s Lonely Hearts Club Band \| – \| \| Oktober 1967 1 Monat \| 1 \| Lasse Mårtenson \| Voiko sen sanoa toisinkin \| – \| \| November 1967 – Dezember 1967 2 Monate \| 2 \| Disraeli Gears \| Cream \| – \| |                                        |                                        |                                        |                           |
| |                                        |                                        |                                        | → 1968 →                  |
| Zeitraum | Wo. ges.                               | Interpret                              | Titel                                  | Zusätzliche Informationen |
| (Zeitraum, Wochen auf Platz eins, Interpret, Titel, zusätzliche Informationen) |                                        |                                        |                                        |                           |
| Januar 1967 – März 1967 3 Monate | 3                                      | The Monkees                            | The Monkees                            | –                         |
| April 1967 – Mai 1967 2 Monate | 2                                      | The Monkees                            | More of the Monkees                    | –                         |
| Juni 1967 – September 1967 4 Monate | 4                                      | The Beatles                            | Sgt. Pepper’s Lonely Hearts Club Band  | –                         |
| Oktober 1967 1 Monat | 1                                      | Lasse Mårtenson                        | Voiko sen sanoa toisinkin              | –                         |
| November 1967 – Dezember 1967 2 Monate | 2                                      | Disraeli Gears                         | Cream                                  | –                         |

Siehe auch: Nummer-eins-Hits 1967 in  Australien, Belgien, Deutschland, Frankreich, Irland, Italien, Neuseeland, den Niederlanden, Norwegen, Österreich, Spanien, den Vereinigten Staaten und im Vereinigten Königreich.